# Натяжна стеля

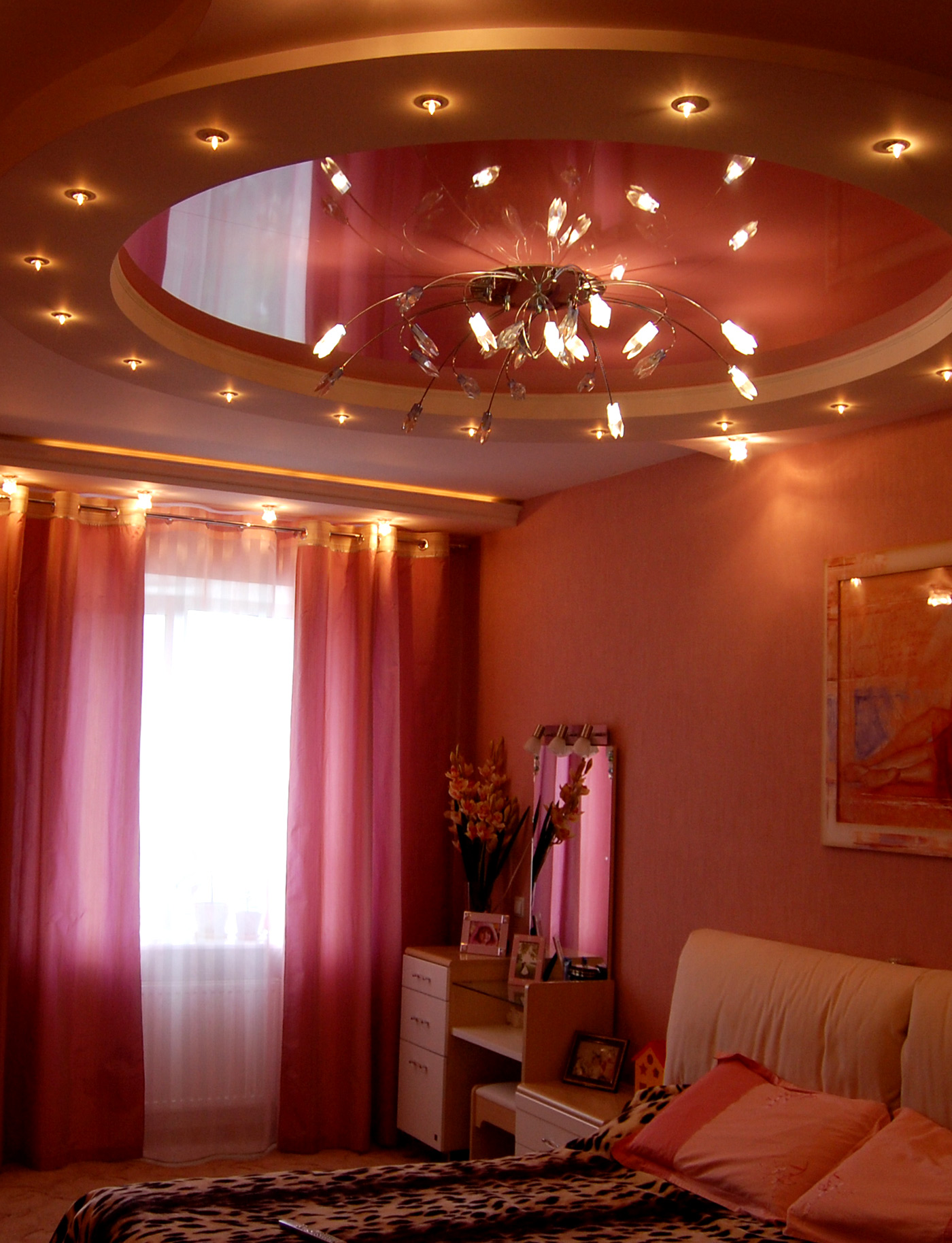
Натяжна стеля

Натяжні́ сте́лі (англ. Stretch ceiling) — складаються з особливо міцної та гнучкої плівки ПВХ, яка натягується в одній площині з основною стелею, на відстані не менше 3  см від неї та забезпечує ідеально рівну і гладку поверхню.
Натяжні стелі мають охайний вигляд, приховують дефекти і нерівності поверхні, їх легко монтувати. А, крім того, натяжні стелі підходять для стель будь-якої висоти та форми, вони мають добру волого- і вогнестійкість і якщо й зменшують висоту приміщення, то ненабагато (2—3 см).

## Види

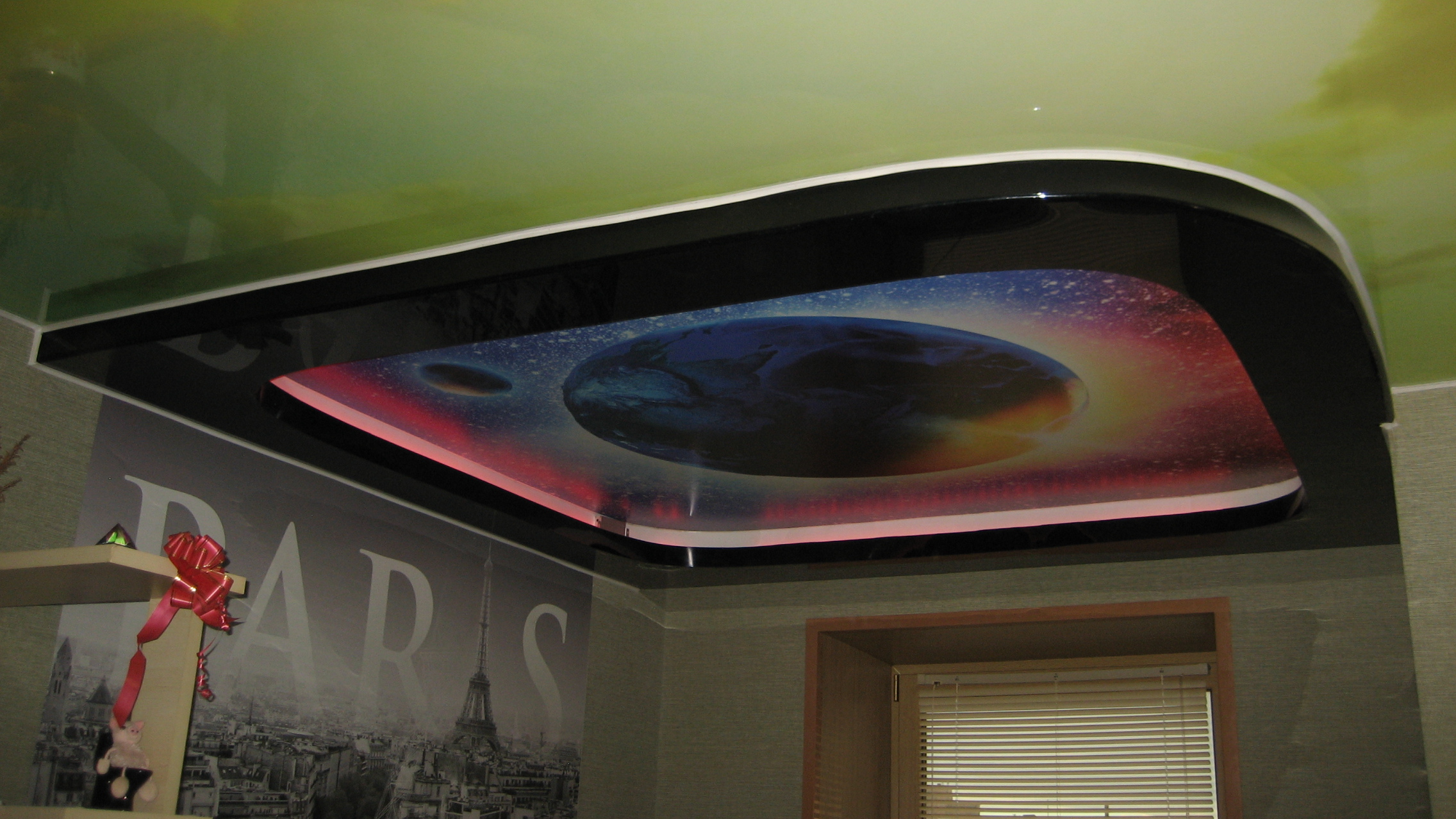
Натяжна стеля

За типом матеріалу виготовлення існують тканинні та плівкові натяжні стелі. Тканинні кріпляться клиновим (за допомогою спеціального багета) та кліпсовим способом (використовуються спеціальні засувки - кліпси). Плівкові натяжні стелі кріпляться також клиновим та кліпсовим способом, а також гарпунним. За способом кріплення виділяють на гарпунну чи безгарпунну системи кріплення.
Гарпунна система кріплення складається з ПВХ-полотна, на яке за допомогою спеціального верстата наварюється по периметру гарпун. І саме після цього натяжну стелю вмонтовують у профіль та натягують за допомогою спеціального обладнання. На сьогодні ця система є найнадійнішою. Однак потребує додаткового декорування багетами, ПВХ-вставкою або декоративним кантом.
Безгарпунна система кріплення базується на кріпленні натяжної стелі без гарпуна Для кріплення натяжної стелі за цією системою використовується спеціальний клей Cosmofen.
Натяжні стелі з арт-друком. Художніми натяжними стелями зазвичай називають натяжні стелі з нанесеним на поверхню ПВХ-плівки будь-яким зображенням. Найпоширенішою темою для зображень є малюнок неба і хмар. Зображення друкується в високій роздільній здатності 1440 dpi, вибирається з каталогів арт-друку та наноситься на плівку на спеціальних друкарських машинах (плотерах).

##### Тіньова натяжна стеля

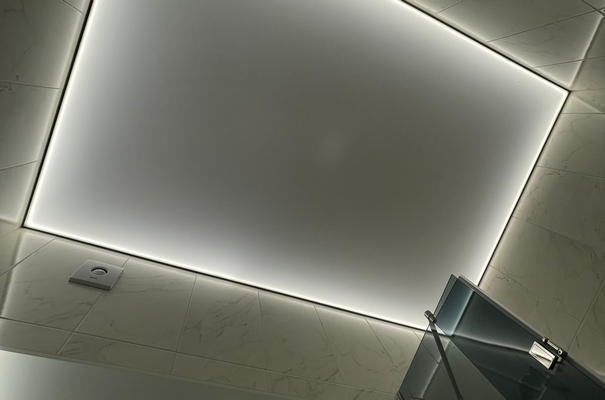
Тіньова натяжна стеля

Тіньова натяжна стеля – це сучасний вигляд натяжної стелі, що відрізняється особливою конструкцією монтажу. У нього відсутні видимі багети та зазори між полотном та стінами, завдяки чому створюється враження, що стеля "плавно" переходить у стіни, а на стиках утворюється ефект тіньової лінії. Це досягається використанням спеціального тіньового профілю компанії Art Decor, що створює невелику щілину вздовж периметра приміщення, в яке потрапляє світло, створюючи ефект тіні. Такі стелі часто використовуються в сучасних інтер'єрах, тому що вони виглядають естетично і дозволяють приховати недоліки основної поверхні стелі.

### Фактури
Існують різні варіанти фактур натяжних стель  — матові, глянцеві, під тканину(сатинові), під мармур та під замшу.
Окремо від всього ряду фактур і кольорів натяжних стель виділяють натяжну стелю типу «зоряне небо». Такий візуальний ефект досягається поєднанням з натяжною стелею технологій освітлення. Електричне живлення доставляється до встановлених попередньо засобів освітлення, після чого встановлюється сама натяжна стеля. Проблемним недоліком такої стелі є труднощі в технічному обслуговуванні її електричного освітлення. Найновішою технологією вважаються анімаційні натяжні стелі.

## Характеристики

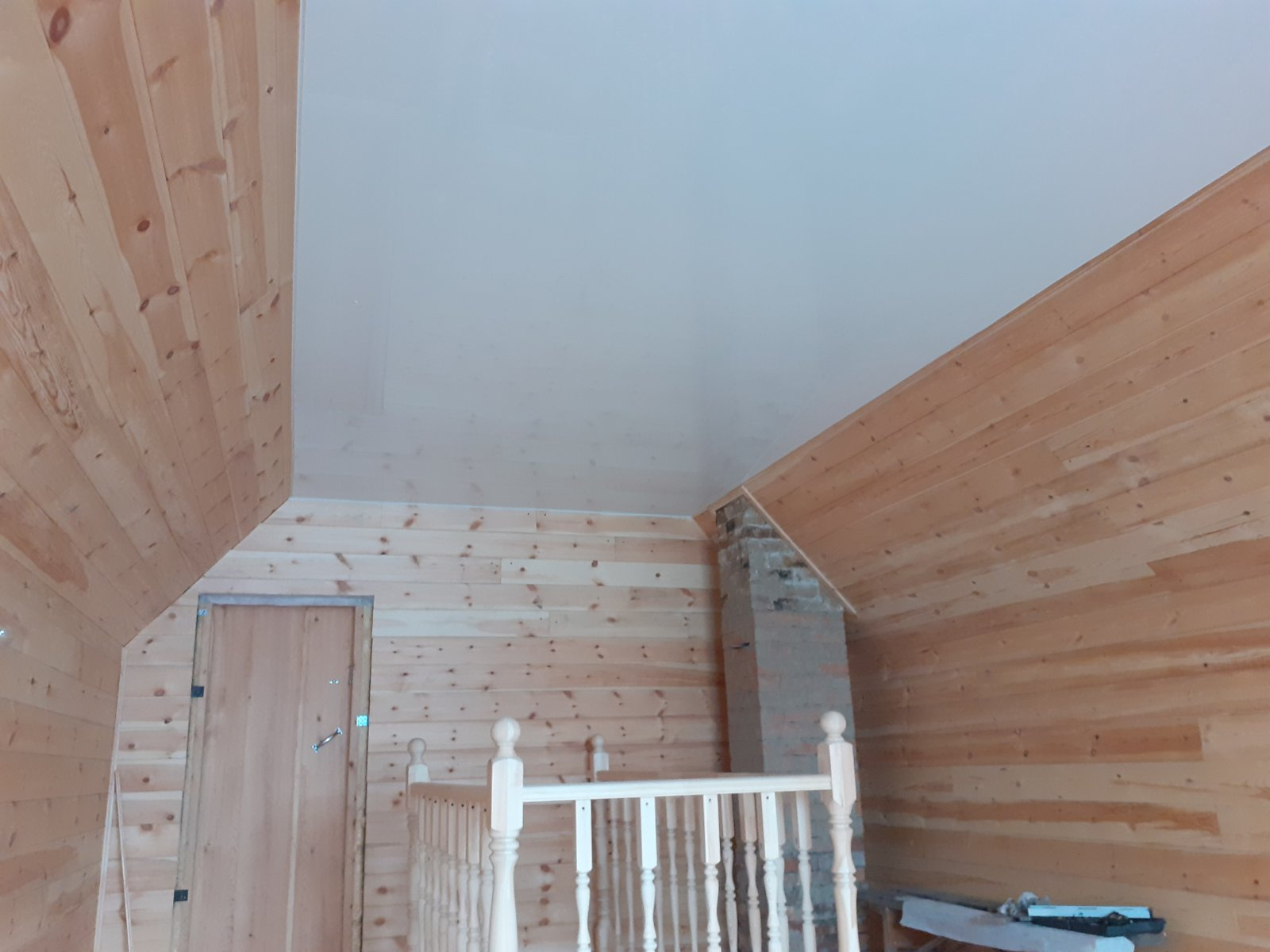
Натяжна стеля на мансарді

Переваги натяжної стелі порівняно зі звичайним опорядженням стелі:
- висока швидкість монтажу і скорочення трудовитрат,
- забезпечення захисту приміщення від протікань зверху та можливість полагодити полотно без заміни, якщо виникло затоплення,
- естетичні властивості,
- простота догляду в період експлуатації. Антистатичні властивості натяжного полотна перешкоджають значному забрудненню і запиленню. За допомогою вологої губки проводиться періодична його очищення,
- можливість впровадити практично будь-які дизайнерські рішення.

В натяжні стелі можна вмонтовувати спеціально адаптовані світильники з тепловипромінюванням до 65 °C. Освітлення можна встановити і за полотном, тоді вийде ефект світної стелі.

## Виготовлення
Натяжні стелі з вінілової плівки виготовляються під індивідуальні розміри та конфігурацію приміщення. Виготовлення відбувається на виробництві шляхом зварювання смуг полівінілхлориду шириною від 1,30 до 5 метрів на НВЧ-верстатах.
Для виробництва тканинного натяжної стелі використовується дуже тонке тканинне полотно (Поліестер з мікроперфорацією), яке з двох сторін просочується поліуретаном.

## Монтаж

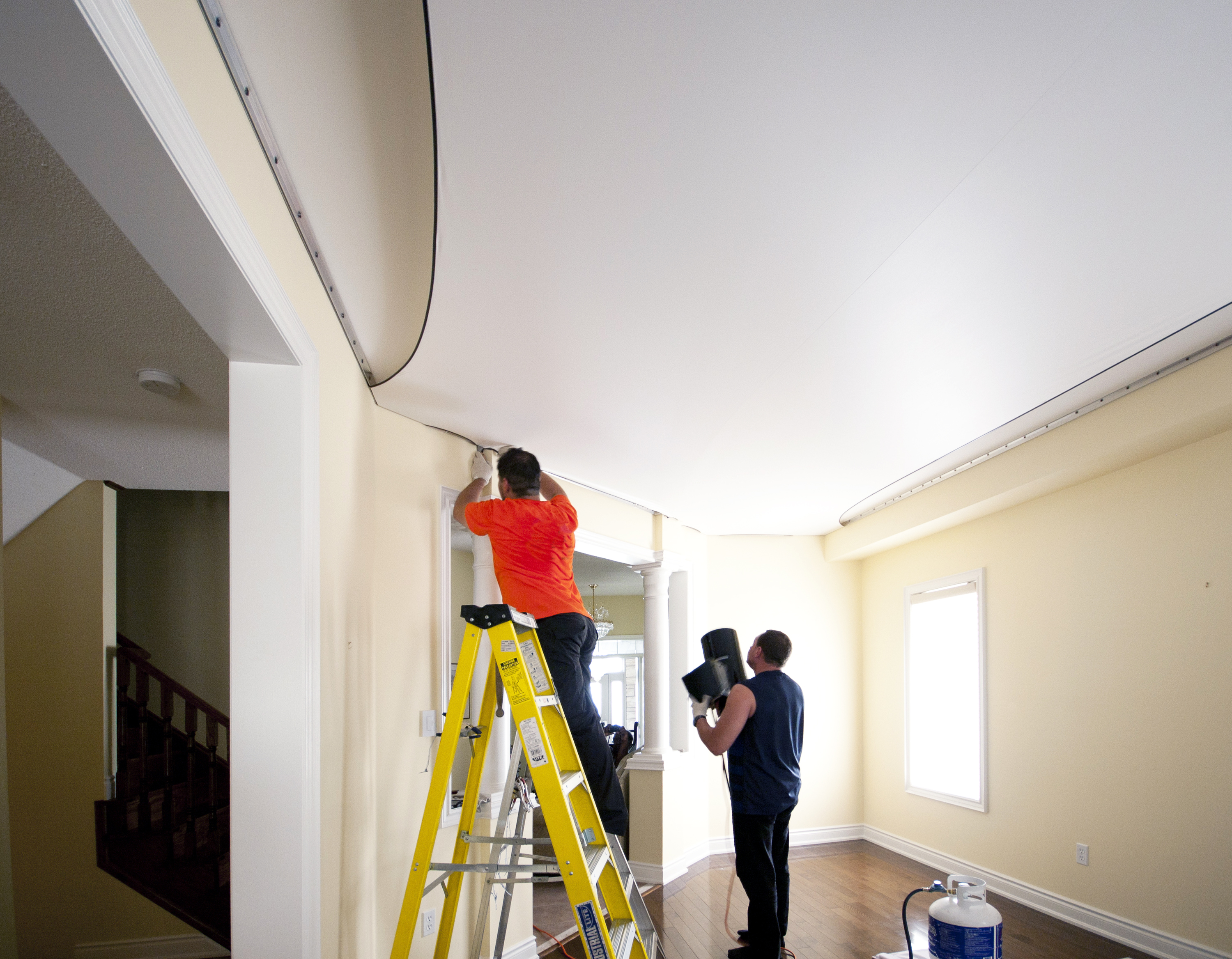
Монтаж

При монтажі натяжних стель повністю виключаються витрати на всі підготовчі і фінішні роботи, пов'язані безпосередньо з поверхнею стелі, які не тільки доволі трудомісткі, але і можуть займати від 2—3 годин до тижня з розрахунку на 1 кімнату (приміщення) залежно від технології, що використовується. Важливим чинником вибору натяжних стель є швидкість встановлення — час монтажу 1 стелі середньої складності в приміщенні середнього розміру складає декілька годин. При застосуванні таких стель є зручне планування і підготовчі умови для проведення ремонтних робіт в цілому. Монтаж натяжної стелі проводиться на завершальних стадіях ремонту. Виклик фахівців для виміру приміщення переважно призначається перед наклеюванням шпалер. При встановленні натяжної стелі практично відсутній бруд, пил і будівельне сміття.
При монтажі натяжну стелю розігрівають спеціальними газовими гарматами до температури 70 градусів, після чого плівка розм'якшується і її розтягують на заздалегідь змонтований профіль.
Технологія монтажу натяжних стель будь-яких типів вимагає відступити від чорнового або несучого стельового покриття мінімум 3 см і більше, якщо за натяжною стелею передбачається монтаж будь-яких інших пристроїв (світильників, комунікацій, проводки).
Залежно від форми каркаса, покриття можна зробити як «традиційно» пласку, так і ступінчасту, хвилясту чи багаторівневу стелю.

## Експлуатаційні характеристики
Натяжні стелі вимагають обережності в експлуатації, не допускається дія гострих предметів і низьких температур.